# Да разнищим Хари
„Да разнищим Хари“ (на английски: Deconstructing Harry) e философска комедия, написана и режисирана от Уди Алън. Филмът излиза по екраните в края на 1997 г. Заглавието му отпраща към философската традиция на деконструкцията, олицетворявана обичайно от френския философ Жак Дерида. Филмът анализира взаимоотношенията между отделните индивиди и причините за тяхното пораждане и прекъсване. Използвайки умело прескачането от реалността в художествената измислица на героя писател и обратно, произведението повдига актуални за съвремието въпроси.

## Сюжет
Филмът разказва историята на успелия писател Хари Блок (Уди Алън). Вдъхновение за героите си Блок намира в действителни лица от собствения си живот, както и събитията, които се случват на него и близките му. Всичко това води до проблеми с комуникацията с всички негови познати, роднини и близки.

## В ролите
| Актьор             | Роля                            |
| ------------------ | ------------------------------- |
| Уди Алън           | Хари Блок                       |
| Ричард Бенджамин   | Кен                             |
| Кърсти Али         | Джоан – бившата съпруга на Хари |
| Били Кристъл       | Лари / дяволът                  |
| Джуди Дейвис       | Луси                            |
| Боб Балабан        | Ричард – приятел на Хари        |
| Елизабет Шу        | Фей – последната връзка на Хари |
| Тоби Магуайър      | Харви Щърн                      |
| Дженифър Гарнър    | жена в асансьора                |
| Пол Джиамати       | проф. Абът                      |
| Стенли Тучи        | Пол Епщайн                      |
| Джулия Луи-Драйфъс | Лесли                           |
| Мариел Хемингуей   | Бет Крамър                      |
| Робин Уилямс       | Мел                             |
| Хейзъл Гудмън      | Куки                            |
| Ерик Богосян       | Бърт – зет на Хари              |
| Деми Мур           | Хелън                           |
| Каролин Арън       | Дорис – сестрата на Хари        |
| Ейми Ървинг        | Джейн                           |

## Награди и номинации
Награди на Американската филмова академия „Оскар“ (САЩ):
- Номинация за най-добър оригинален сценарий за Уди Алън[2]

Награди Golden Satellite (САЩ):
- Номинация за най-добър филм в категория комедия[2]

Награди Туриа (Испания):
- Награда на публиката